# جون الأول، دوق برابانت
جون/جان الأول دوق برابانت (1253/52 - 3 مايو 1294)؛ دوق برابانت منذ 1267 ولوثير وليمبورخ منذ 1288؛ خلال القرن التاسع عشر تم تبجيل جان كأنه بطل شعبي.

## الحياة
ولد جان في لوفان كابن هنري الثالث، دوق برابانت وأديلايد من بورغندي ابنة هيو الرابع، دوق بورغندي، وأيضا هو شقيق الأكبر لـ ماري من برابانت، ملكة فرنسا زوجة فيليب الثالث من فرنسا، في 1267 تم عزل شقيقه الأكبر هنري الرابع بسبب اختلال عقلي.
كان أعظم انتصاراته هي معركة فورينغن في 1288 التي حصل منها على لوثير وليمبورخ بحيث قاد الغزو الناجح في راينلاند لهزيمة كونفدرالية، وفي 1288 تم ربط ليمبورخ رسمياً بـ برابانت.
لقد قيل أن جان كان نموذجاً لأمير الإقطاعي: بحيث كان شجاع، مغامر، نشيط، سخيه في المزاج، كان يعتبر واحداً من الأكثر الأمراء موهبةً في وقته، وهذا ما جعله يحظى بشعبية كبيرة في الشعر والأدب في العصور الوسطى، وحتى اليوم توجد له قصيدة، المعروفة عنها أنها المرشحة المحتملة لتكون نشيد شمال برابانت، وأيضا كان جان الأول حريص في المشاركة في المباريات، وأيضا اشتهر بأبنائه الغير الشرعيين.
في 3 مايو 1294 في احتفالات الزواج في بار لو دوك، أصيب جان الأول بجروح قاتلة في ذراعه أثناء لقائه مع بيير دي باوسنر، ودفن في بروكسل.

## الزواج والأبناء
- تزوج جان مرتين أولا من مارغريت ابنة القديس لويس التاسع ملك فرنسا[2]؛ أنجبت له ابن توفي بعد وقت قصير من الولادة.
- زواجه الثاني كان في 1273 من مارغريت ابنة غي دي دامبيير، كونت فلاندرز[3]؛ وانجبت له أربعة أبناء:-[1]

1. غودفري (1274/73 - بعد. 13 سبتمبر 1283).
2. جان الثاني، دوق برابانت (1275-1313).
3. مارغريت (4 أكتوبر 1276 - 14 ديسمبر 1311)؛ تزوجت في المستقبل هنري السابع إمبراطور روماني مقدس.
4. ماري (توفيت. بعد. 2 ديسمبر 1338)؛ تزوجت من أماديو الخامس، كونت سافوي.